# کهونده
کهونده (به انگلیسی: Khunda) یک روستا در پاکستان است که در ناحیه سوابی واقع شده‌است.